# 34797 Alicemartynova
34797 Alicemartynova è un asteroide della fascia principale. Scoperto nel 2001, presenta un'orbita caratterizzata da un semiasse maggiore pari a 2,6524790 au e da un'eccentricità di 0,0670215, inclinata di 2,87538° rispetto all'eclittica.